# Sebastiania riparia
Sebastiania riparia är en törelväxtart som beskrevs av Heinrich Adolph Schrader. Sebastiania riparia ingår i släktet Sebastiania och familjen törelväxter. Inga underarter finns listade i Catalogue of Life.